# 外太魯閣
外太魯閣地區是太魯閣地區的一部分，是指住在中央山脈東走脊嶺盡端山脈，北起大濁水溪，南迄加禮宛山的太魯閣族生活領域，又稱外太魯閣蕃。。
在文獻上稱外太魯閣蕃，太魯閣族人們稱其為「Mksiyaw Truku」，Mksiyaw意即「住在旁邊的」。其地主要分佈於中央山脈東走脊嶺偏東的山腹、河谷一帶的山區，海拔在26至800公尺之間。北起大濁水溪，南迄加禮宛山，東濱太平洋或東臺縱谷西邊山麓上方，西面在卡奧灣（Qaugwan）、巴達幹（Batakan）、桑巴拉堪(Sonpalangna)一線以東之山區。
外太魯閣地區的太魯閣族大部分曾經住於立霧溪中、上游一帶的蘇瓦沙魯、斯可依、巴支干、恩玻奇恩、西寶、科蘭與馬哈卡奧等部落，約在兩百年與一百五十年前開始向東遷徙，截止大正3年（1914年），共建立了四十餘個部落。